# Goodacre (Mondkrater)
Goodacre ist ein Einschlagkrater im Süden der Mondvorderseite, südwestlich des Mare Nectaris, südlich des Kraters Pontanus und nördlich von Gemma Frisius, dessen Rand er berührt. Der Berührungspunkt wird von dem Nebenkrater Goodacre G überlagert.
Der Krater ist mäßig erodiert, das Innere weitgehend eben und weist einen Zentralberg auf.
| Buchstabe | Position           | Durchmesser | Link |
| --------- | ------------------ | ----------- | ---- |
| B         | 31,95° S, 13,61° O | 9 km        |      |
| C         | 32,31° S, 14,1° O  | 5 km        |      |
| D         | 33,4° S, 15° O     | 8 km        |      |
| E         | 33° S, 15,46° O    | 6 km        |      |
| F         | 32,06° S, 14,51° O | 4 km        |      |
| G         | 33,37° S, 13,88° O | 17 km       |      |
| H         | 32,79° S, 16,02° O | 4 km        |      |
| K         | 30,98° S, 13,38° O | 11 km       |      |
| P         | 34,09° S, 16,69° O | 20 km       |      |

Der Krater wurde 1935 von der IAU nach dem britischen Amateurastronomen Walter Goodacre offiziell benannt.